# 서원초등학교 (충북)
서원초등학교는 대한민국 충청북도 청주시에 있는 공립 초등학교이다.

## 학교 연혁
- 1963.09.02 서원국민학교 개교
- 1965.02.10 제1회 졸업식 거행(남 3명, 여 27명)
- 1996.03.01 서원초등학교로 교명 변경
- 1991.11.22 충청북도교육청지정 컴퓨터교육시범학교 운영보고회
- 2008.03.01 한국교원대학교 교육실습 협력학교 지정(2년간)
- 2009.06.19 미래형 첨단 교실 설치 및 16종의 학교시설 개선공사
- 2009.09.01 교원능력개발평가 하빈기 선도 학교 운영
- 2010.10.22 교육과학기술부 요청 생활지도 연구학교 합동 보고회
- 2010.12.10 학교폭력예방지도 우수학교 충북교육감 표창
- 2011.01.27 전국 100대 교육과정 우수학교 교육과학기술부장관 표창
- 2012.03.01 교육과학기술부 언어문화 시범학교 지정(2년간)
- 2012.12.13 학력신장 우수학교 청주교육장 표창
- 2013.11.01 교육감기차지 초중고야구대회 우승
- 2014.02.22 제50회 졸업식(졸업생 총 수 11,250명)
- 2014.09.01 제26대 김태수 교장선생님 부임
- 2016.09.01	제27대 조효숙 교장선생님 부임
- 2017.01.30	본관 건물 이중창 설치
- 2017.02.10	제53회 졸업식(졸업생63명, 총 11,443명)
- 2017.09~	본관 내진공사 및 방화셔터 설치

## 참고 자료
- 서원초등학교 - 한국교육학술정보원 학교알리미